# ساشا فافر
ساشا فافر (انگلیسی: Sascha Pfeffer؛ زادهٔ ۱۹ اکتبر ۱۹۸۶) بازیکن فوتبال اهل آلمان است.
از باشگاه‌هایی که در آن بازی کرده‌است می‌توان به باشگاه فوتبال دینامو درسدن، باشگاه فوتبال هالشر، و باشگاه فوتبال کمنیتس اشاره کرد.